# 广东薹草
广东薹草（学名：Carex adrienii）为莎草科薹草属下的一个种。分布于老挝、越南以及中国大陆的云南东南部、湖南、四川南部、广东、福建、广西等地，生长于海拔500米至1,200米的地区，多生于常绿阔叶林林下、水旁和阴湿地。

## 扩展阅读
- 維基物種上的相關：广东薹草